# Lorenza Cobián
Lorenza Cobián González (Bodes, Principado de Asturias, 21 de mayo de 1851-Madrid, 31 de julio de 1906) fue una modelo española de la segunda mitad del siglo XIX, pintada por artistas como Emilio Sala y José María Fenollera. Pasó a la historia por ser amante de Benito Pérez Galdós entre 1879 y 1891, y más en concreto por ser la madre de la única hija reconocida por el escritor canario, María Pérez-Galdós Cobián.

## Biografía
Lorenza Cobián y González nació el 21 de mayo de 1851 en Bodes (Parres), Principado de Asturias, España. Los sucesivos biógrafos de Galdós han calculado que el escritor y la modelo se pudieron conocer en Santander, ciudad del norte de España en la que la joven parraguesa pasaba largas temporadas con unos tíos. Todo parece indicar —y según testimonios del propio Galdós— que Lorenza era una joven atractiva pero inculta, y que el escritor complementó sus ardores más o menos amorosos con el deseo de que la modelo y amante aprendiera a leer y escribir. Ha quedado noticia de que pronto se quedó embarazada, dando a luz un primer hijo que falleció al poco de nacer.
Mediada la década de 1880, Lorenza se trasladó a Madrid, no queda claro si por problemas familiares o por deseo de Galdós. Queda noticia también de que en la Exposición Nacional de Pintura de 1884, y al hilo de esa relación, Galdós saludó a los pintores Emilio Sala y José María Fenollera, para quienes Lorenza había posado como modelo. Con el tiempo Galdós le puso casa a Lorenza en Madrid y también en Santander durante el verano.
En julio de 1906, con 55 años de edad, Lorenza, víctima desde hacía tiempo de depresiones y otros síntomas de inestabilidad mental, intentó suicidarse en la estación de Príncipe Pío de Madrid. Según relata la página de sucesos del diario santanderino El Cantábrico del 26 de julio de 1906, Lorenza Cobián detenida por intentar arrojarse sobre la vía al paso del tren, consiguió su desgraciado final ahorcándose en el calabozo del Gobierno Civil de la capital de España. Pedro Ortiz-Armengol recoge como fecha de su muerte el día 31 de julio.
Los galdosistas anotan que del carácter de Lorenza pudo tomar Galdós ciertos rasgos para inmortalizarla como espejo de algunos de sus más logrados personajes femeninos, especialmente en Fortunata (la hembra poderosa, inculta y fuerte, pero de dramático final), la Casianilla de Cánovas, o la Leré (Lorenza) de Ángel Guerra, novela concluida en 1881 y señalada por Berkowitz.

## Su hija
María Pérez-Galdós Cobián, nacida María Cobián en 1891, vivió con su madre hasta que, tras el trágico final de Lorenza, pasó a formar parte del coro de mujeres del hogar de Galdós en Madrid, con quién convivió hasta la muerte del escritor. En la Casa-Museo Pérez Galdós situada en su ciudad natal de Las Palmas de Gran Canaria (Gran Canaria, Islas Canarias), puede verse copia del acta de su nacimiento: «nació en la casa número 24, piso 3º, de la cuesta del Hospital, a las diez de la mañana del día 12 del corriente (enero)... Hija ilegítima de doña Lorenza Cobián, natural de Bodes, provincia de Oviedo, mayor de edad, soltera, dedicada a las ocupaciones de su casa... y que a la expresada niña se le había de poner el nombre de María». Con el tiempo, María se casó con Juan Verde, continuando así la estirpe del fecundo escritor.